# Grawitacja (album)
Grawitacja – trzeci album studyjny polskiego zespołu hip-hopowego Pokój z Widokiem na Wojnę. Wydawnictwo ukazało się 9 czerwca 2014 roku nakładem wytwórni muzycznej Prosto.
Album dotarł do 29. miejsca polskiej listy przebojów - OLiS.

## Lista utworów
Opracowano na podstawie materiału źródłowego.
1. Koras - "Media" (gościnnie: Ailo, produkcja: Pereł) - 3:35
2. Koras - "Religia" (gościnnie: Marysia Starosta, Sokół, produkcja: Pereł) - 4:02
3. Koras - "Wielki mały człowiek" (produkcja: Pereł) - 2:46
4. "Baczność (Skit)" (produkcja: Pereł) - 0:19
5. Koras - "Zły dotyk" (gościnnie: Ailo, produkcja: Pereł) - 3:25
6. Koras - "Bumerang" (produkcja: Pereł) - 3:33
7. Koras - "Grawitacja" (scratche: DJ. B, DJ Def, DJ Deszczu Strugi, DJ Kebs, produkcja: Pereł) - 2:41
8. Koras - "Lokalna miłość" (gościnnie: Ailo, produkcja: Pereł) - 3:17
9. Koras - "Gnieciesz" (gościnnie: ZIP Skład, produkcja: Pereł) - 4:58
10. Koras - "Oddech" (produkcja: Pereł) - 1:08
11. Koras - "Nie nawracam" (gościnnie: Ailo, produkcja: Pereł) - 2:29
12. Koras - "Planeta wroga" (gościnnie: Vienio, Włodi, produkcja: Pereł) - 3:38
13. Koras - "Separacja" (produkcja: Pereł) - 3:40
14. Koras, Juras - "Old Boy" (gościnnie: Ero, Kosi, produkcja: Pereł) - 2:56
15. Koras - "Recovery" (produkcja: Pereł) - 4:45